# Westhoek

A Belga Westhoek tájegység Nyugat-Flandria tartományban

Westhoek (hollandul "nyugati sarkot" jelent) vagy Tengermelléki Flandria (franciául: Flandre maritime) régió Belgium és Franciaország területén található. Westhoek régióban az alábbi tájegységek találhatók:
- Belga Westhoek (hollandul: Belgische Westhoek) magába foglalja a belga Nyugat-Flandria tartomány Diksmuide, Ypres és Veurne megyéit, illetve Veurne, Poperinge, Wervik, Ypres, De Panne, Langemark-Poelkapelle és Diksmuide városokat.

Annak ellenére, hogy szintén a part mentén találhatók, a belga De Panne, Koksijde, és Nieuwpoort városkat általában már egy másik régióba, a Belga vagy Flamand Partvidék (hollandul: Westkust) sorolják.
- Francia Westhoek (franciául: Westhoek français; hollandul: Franse Westhoek), nagyjából megegyezik a francia Dunkerque megye területével és itt található Dunkerque, Gravelines és Hazebrouck városai is. Ez a tájegység a Francia Flandria.

A holland források általában mindkét fenti tájegységet a Westhoek régióhoz sorolják, a francia és angol nyelvű források általában csak a Francia Westhoek területet értik ide.

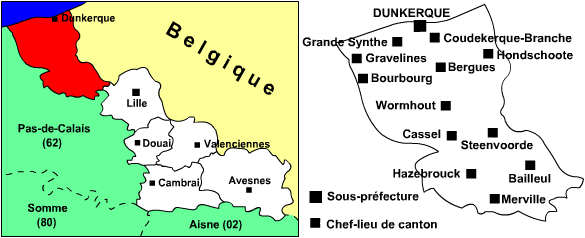
Dunkirk megye területe nagyjából megfelel a Francia Westhoek tájegységnek

## A térség földrajza
Mivel az egész térség az Északi-tenger partvidékén fekszik, ezért túlnyomórészt alacsonyan fekvő, sokszor vizenyős-mocsaras talajú síkságok találhatók itt, illetve a parti sávban homokdűnék. Francia Westhoek a Lys folyó és az Északi-tengeri partvidék között terül el, a francia-belga határhoz közel.
Francia Westhoek-ot általában három földrajzi egységre osztják fel a táj jellege szerint, amit az egyes részek neve is jelöl:
1. Blootland (hollandul "kopár föld"-et jelent)  vagy a tengerparti síkság (franciául: Plaine maritime), ide található Dunkirk, Bourbourg, Bergues és Hondschoote települések.
2. Houtland (hollandul "erdős táj") , itt található Wormhout, Cassel, Hazebrouck települések és Bailleul egy része.
3. A Leiedal, vagyis a Lys folyó völgye (franciául: Vallée de la Lys vagy Plaine de la Lys), Merville, Steenwerck településekkel és Bailleul másik részével.

## A terület nyelvei

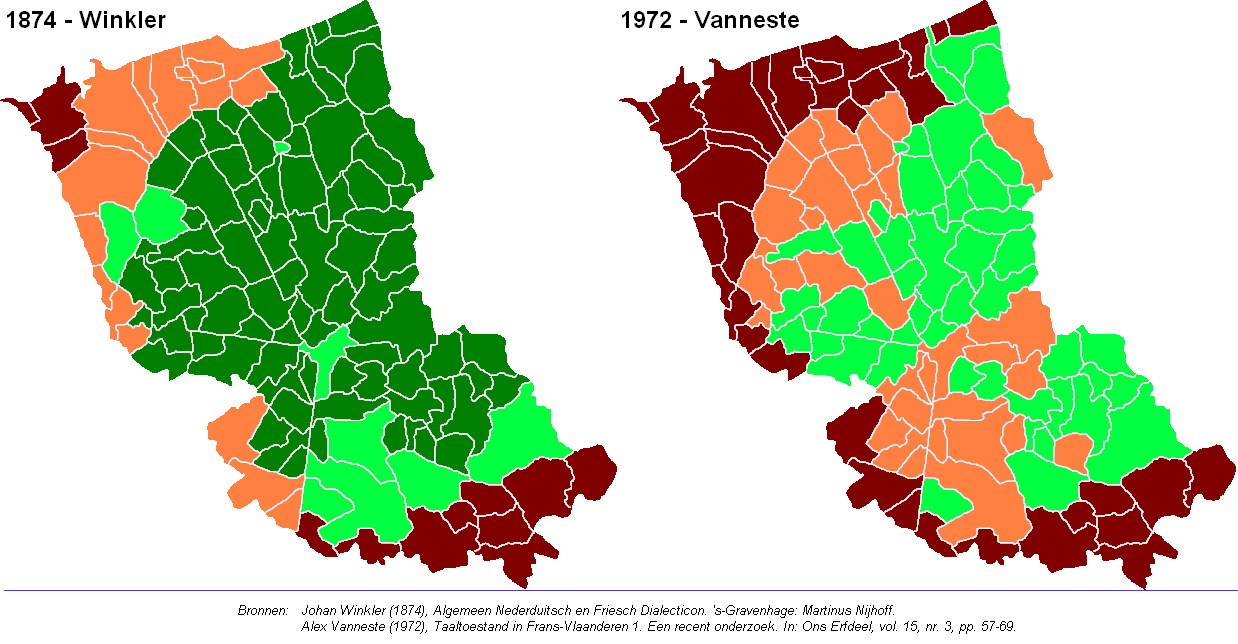
Dunkirk megye lakosainak nyelvhasználatában bekövetkezett változások 1874 és 1972 között. A flamand nyelvű lakosság számának csökkenése és a helyi flamand dialektus hanyatlása feltehetően folytatódott 1972 után is.
Túlnyomórészt francia anyanyelvű lakosság
Kétnyelvű, de inkább francia többségú rész
Kétnyelvű, de inkább flamand többségú rész
Túlnyomórészt flamand anyanyelvű lakosság

Francia Westhoek lakosai hagyományosan a holland nyelv egyik helyi dialektusát, a nyugat-flamandot (hollandul: „west-vlaemsch”, franciául: “flamand occidental”) beszélték. A térség déli-délkeleti része azonban már az újlatin nyelvterülethez tartozik („Flandre romane”), ahol a 13. szd-tól a pikárdiai nyelvjárást használták. A francia nyelv csak 1853-tól lett kötelező az oktatásban, de ez hamarosan a helyi nyelvjárások eltűnéséhez vezetett. Ma a térség mintegy 380 000 lakosából kb. 100 000 fő beszéli valamilyen szinten a flamand nyelvet, amely a köznapi életben már nem játszik szerepet. A flamandot hivatalosan is elismerték, mint Franciaország egyik regionális nyelvét, de például nem találunk kétnyelvű utcatáblákat és a hivatalos életben is csak a francia az elfogadott.

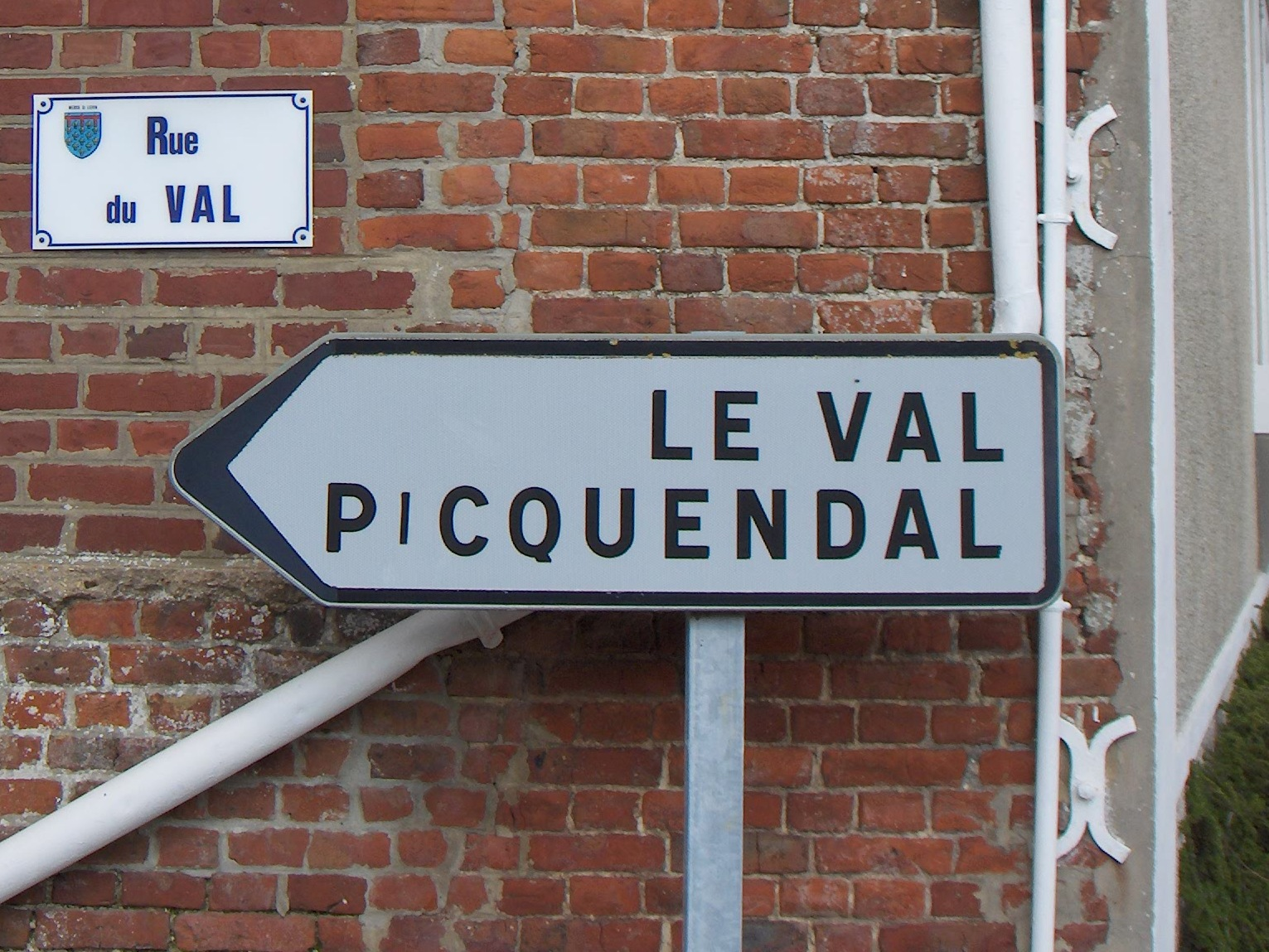
Útjelző tábla Merck-Saint-Liévin-ben Pas-de-Calais megye), amely világosan mutatja a germán nyelvek hatását a helyi földrajzi nevekreA „Picquendal” megfelel a holland Pikkendal szónak („pikken” – eszeget, csipeget, „dal” – völgy).

A flamand dialektus egyik maradandó hatása a helyi földrajzi és helységnevekben érhető tetten: Roubaix és Dunkirk városok neve a flamand Robeke és Duinkerke szavakból ered.